# Виходи кам'яної солі на поверхню
Виходи кам'яної солі на поверхню — геологічна пам'ятка природи місцевого значення. Об'єкт розташований на території Тячівського району Закарпатської області, смт Солотвино.
Площа — 3 га, статус отриманий у 1969 році.